# Orestes Quércia
Orestes Quércia (Pedregulho, 18 de agosto de 1938-São Paulo, 24 de diciembre de 2010) fue un político, periodista y empresario brasileño,  gobernador del estado de São Paulo entre 1987 y 1991.

## Biografía
De joven se mudó a Campinas, donde comenzó su carrera política como concejal. Además, allí se licenció en periodismo y derecho. Afiliándose al MDB, fue diputado estadual (1967), alcalde (1969) y senador. Fue uno de los fundadores del Partido del Movimiento Democrático Brasileño, presidiéndolo a nivel nacional desde 1991 a 1993. Incluso fue el candidato del PMDB a las elecciones presidenciales de 1994, pero fue derrotado contundetemente quedando en la cuarta plaza, por detrás incluso de Enéas Carneiro, candidato ultraderechista.
Antes de la contienda presidencial fue elegido en 1987 gobernador de São Paulo, cargo que no abandonaría hasta 1991. Desde entonces no ha ganado ninguna elección, siendo candidato de su partido a gobernador estatal en 1998 y 2006 y candidato al Senado del Brasil en 2002. En las elecciones del 2006 apenas consiguió el 4,5% de los votos válidos.